# 永志堂
永志堂為中国耶稣教自立会的总堂。
中国耶稣教自立会由上海牧师俞国桢创立于1906年1月25日（农历正月初一）。1924年，长老会索回闸北堂，俞国桢辞职离开。1926年，俞国桢另外在江湾翔殷路建造永志堂作为自立会全国总会会所，意为“志在自立，永矢勿谖”。1929年建成，1930年7月启用。翔殷路永志堂为中国古典式样。
1932年一二八事变爆发，江湾为战区中心，永志堂屋顶被炮弹击中，损失惨重。
1934年，翔殷路永志堂修复。1937年8月13日，规模更大的淞沪会战爆发，江湾再次沦为战区，这时永志堂完全被毁。
1939年1月，永志堂租用大西路（今延安西路）108号房屋，恢复礼拜。1946年秋，谢永钦牧师捐出闸北宝通路539号土地（宝通路北段天通庵路至芷江路之间路东），供重建永志堂之用，信徒也纷纷捐款。1947年，宝通路永志堂建成。。
1958年，在献堂献庙高潮中，上海宝通路永志堂被关闭，信徒参加闸北区联合礼拜，并入了闸北堂。目前此处为上海市闸北区城市管理监察大队第三分队、青苹果俱乐部。